# Вечность (Marvel Comics)
Вечность (англ. Eternity) — вымышленная космическая сущность, появляющаяся в американских комиксах издательства Marvel Comics.
Созданная сценаристом Стэном Ли и художником Стивом Дитко она впервые упоминалась в Strange Tales #134 (июль 1965), после чего дебютировала в Strange Tales #138 (ноябрь 1965).
С момента его первого появления в период Серебряного века комиксов персонаж появлялся в других медиа продуктах, в том числе: мультсериалы, фильмы и игрушки.

## История публикаций
Вечность дебютировала в эпической сюжетной линии из 17 выпусков под названием The Eternity Saga, которая была представлена в комиксе Strange Tales #130–146 (март 1965 - июль 1966), в сегменте про Доктора Стрэнджа. Персонаж был впервые упомянут в рассказе из 10 страниц под названием Earth Be My Battleground в Strange Tales #134 (июль 1965) и после чего полноценно появился в истории If Eternity Should Fail в Strange Tales #138 (ноябрь 1965).
После того, как комикс был переименован в Doctor Strange, персонаж вернулся в выпусках #180-182 (май — июль 1969), а затем продолжал появляться в историях космического масштаба, включая Doctor Strange vol. 2 #10-13 (октябрь 1974 - апрель 1975), Defenders #92 (февраль 1981), а также в  Fantastic Four #262 (январь 1984) авторства Джона Бирна. В конце этой истории Вечность подтвердила существование другого космического персонажа, Галактуса. Профессор литературы Говардского университета Марк Сингер заявил, что Бирн использовал персонажа Вечность в качестве средства «оправдывания геноцида планетарного масштаба».
Камео Вечности состоялось в Secret Wars II #6-7 (декабрь 1984 - январь 1985), Silver Surfer vol. 3 #6 и 10 (декабрь 1987, апрель 1988). Кроме того, в ограниченной серии The Infinity Gauntlet #1-6 (июль — декабрь 1991) была представлена космическая иерархия, после чего Вечность также фигурировала в продолжении истории под названием Infinity War #1-6 (июнь — ноябрь 1992). Персонаж сыграл ключевую роль в ограниченной серии Avengers Infinity #1-4 (сентябрь — декабрь 2000). Ключевые подробности о персонаже открылись в Quasar #19-25 (февраль — август 1991). Среди другие появлений Вечности также были Infinity Abyss #1-6 (август — октябрь 2002) и Defenders vol. 3, #1-5 (сентябрь 2005 — январь 2006).
Также Вечность участвовала в событиях, развернувшихся в альтернативных вселенских, таких как What If? #32 (апрель 1982), Marvel: The End #1-6 (май — август 2003) и JLA/Avengers #1-4 (сентябрь 2003 — май 2004). Происхождение Вечности наряду с рождением Мультивселенной Marvel было раскрыто в The Ultimates 2 #6 (2017). Она вернулась в сюжетной арке Herald Supreme из комикса Doctor Strange.

## Вне комиксов

### Мультсериалы
- Вечность появляется в эпизоде «Тёмный Феникс» мультсериала «Люди Икс» 1992 года.
- Джон Невилл озвучил Вечность в мультсериале «Серебряный Сёрфер» 1998 года.

### Кинематографическая вселенная Marvel
- В фильме «Стражи Галактики» 2014 года изображение Вечности появляется на храмовых фресках, посвящённых ей и другим космическим сущностям[19][20].
- Вечность появляется в фильме «Тор: Любовь и гром» 2022 года[21].